# Abou Mena
Abou Mena (copte : ⲁⲃⲃⲁ ⲙⲏⲛⲁ ; arabe : أبو مينا ) est une ancienne ville d'Égypte. La ville se situe à environ 45 kilomètres au sud-ouest d'Alexandrie près de la ville de New Borg El Arab.
Bâtie autour de la tombe du martyr Ménas, mort en 309, la ville comporte de nombreux édifices dont un monastère chrétien.

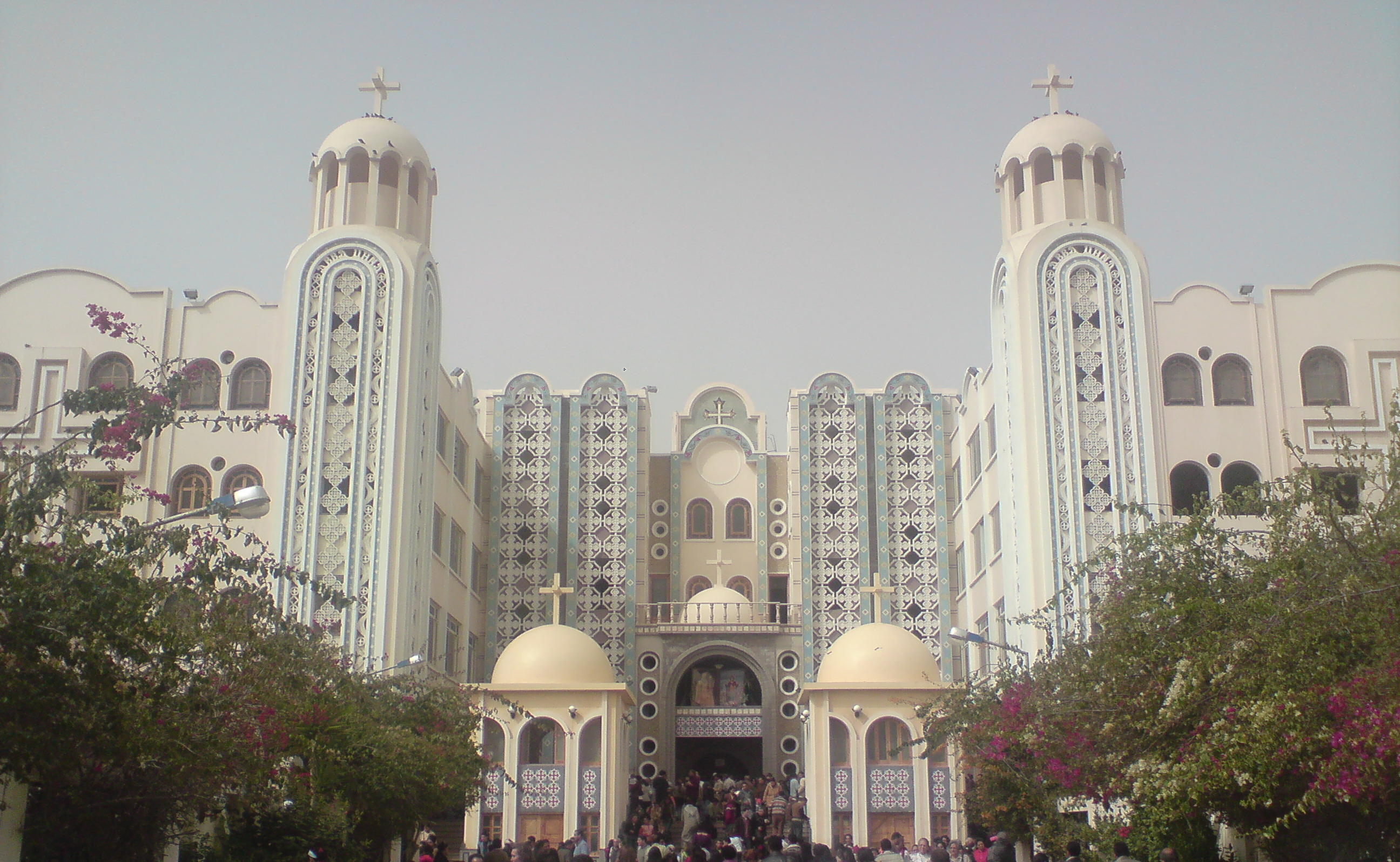
Le monastère chrétien d'Abou Mena.

Les ruines ont été inscrites sur la liste du patrimoine mondial par le comité du patrimoine mondial de l'UNESCO en 1979. Cependant, les travaux agricoles récents dans le secteur de ce site archéologique ont provoqué une élévation significative des niveaux des nappes phréatiques conduisant à la déstabilisation ou à l'effondrement d'un certain nombre de bâtiments.
En 2001, le site a été ajouté à la liste du patrimoine mondial en péril et retiré en 2025.

## Histoire
Ménas d'Alexandrie a été martyrisé à la fin du IIIe ou au début du IVe siècle (au début du christianisme). Divers récits du Ve siècle et plus tard donnent des versions légèrement différentes de son enterrement et de la fondation ultérieure de son église. Les éléments essentiels sont que son corps a été emmené d'Alexandrie sur un chameau, qui a été conduit dans le désert au-delà du lac Maréotis. À un moment donné, le chameau a refusé de continuer à marcher, malgré tous les efforts déployés pour l'aiguillonner. Cela a été considéré comme un signe de la volonté divine et les préposés au corps l'ont enterré à cet endroit.
Selon la plupart des versions de l'histoire, l'emplacement de la tombe fut ensuite oublié jusqu'à sa redécouverte miraculeuse par un berger local. Extrait du Synaxarium éthiopien :

« Et Dieu voulut révéler le [lieu du] corps de Saint Mînâs. Et il y avait dans ce désert un certain berger, et un jour un mouton qui souffrait de la maladie de la gale alla à cet endroit, et se plongea dans l'eau de la petite source qui était près de l'endroit, et il se roula dedans et fut guéri aussitôt. Le berger, voyant cela et comprenant le miracle, s'étonna et fut très surpris. Ensuite, il prenait de la poussière de ce sanctuaire, la mélangeait avec de l'eau et la frottait sur les brebis, et si elles étaient malades de la gale, elles étaient aussitôt guéries. Il faisait cela en tout temps, et il guérissait tous les malades qui venaient à lui par ce moyen. »

— E.A.W. Budge, traducteur.
La nouvelle des pouvoirs de guérison du berger se répandit rapidement. Le synaxarium décrit Constantin Ier envoyant sa fille malade au berger pour qu'elle soit guérie, et lui attribue la découverte du corps de Ménas, après quoi Constantin ordonna la construction d'une église sur le site. Certaines versions de l'histoire remplacent Constantin par l'empereur Zénon de la fin du Ve siècle, mais les archéologues ont daté la fondation originale à la fin du IVe siècle. À la fin du IVe siècle, c'était un lieu de pèlerinage important pour les chrétiens qui recherchaient la guérison et d'autres miracles,. Les flacons de Ménas sont un type particulier de petites ampoules en terre cuite vendues aux pèlerins comme récipients pour l'eau bénite ou l'huile sainte, que l'on trouve très largement autour de la Méditerranée occidentale, datant approximativement du siècle et demi avant la conquête musulmane. Ils sont de fabrication bon marché mais imprimés d'images du saint qui ont une importance dans l'étude de l'iconographie ; on suppose qu'ils ont été fabriqués autour de la ville.
Sous le règne d'Arcadius, l'archevêque local a observé que la foule envahissait la petite église. Il écrivit à l'empereur d'Orient, qui ordonna un agrandissement majeur des installations, le premier de trois agrandissements majeurs de l'église qui allaient avoir lieu par la suite. À la fin de l'Antiquité tardive, Abou Mena était devenu le principal site de pèlerinage d'Égypte,.
Abou Mena a été détruit pendant les premières conquêtes musulmanes du milieu du VIIe siècle.

## Fouilles archéologiques
Le site a fait l'objet de premières fouilles de 1905 à 1907. Ces travaux ont permis de découvrir une grande église basilicale, une église adjacente qui avait probablement abrité les restes du saint, et des thermes romains.
Une série ultérieure de fouilles de longue durée par le DAI s'est terminée en 1998. Les fouilles les plus récentes ont mis au jour un grand dortoir pour les pèlerins pauvres, avec des ailes séparées pour les hommes et pour les femmes et les enfants. Un complexe au sud de la grande basilique était probablement la résidence de l'hegoumenos, ou abbé. Les fouilles suggèrent que le grand xenodocheion, lieu d'accueil des pèlerins, était peut-être à l'origine un cimetière. Un baptistère, adjacent au site de l'église originale, semble avoir connu au moins trois phases de développement. On a également découvert un complexe de pressoirs à vin, y compris des salles de stockage souterraines, qui date des VIe et VIIe siècles.

## Risques
Le site d'Abou Mena a été ajouté à la liste du patrimoine mondial en péril de l'UNESCO en 2001 en raison de la menace que représente la montée des nappes phréatiques locales. Cette montée des eaux est due aux programmes de développement agricole visant à récupérer les terres. Le sol argileux dur qui entoure le site peut supporter des bâtiments lorsqu'il est sec. Cependant, il devient instable lorsqu'il est humide et a entraîné l'effondrement de citernes et d'autres structures de la ville antique. Lorsque le sol s'effondre, de grandes cavités se forment, enveloppant les structures sus-jacentes.
Des mesures immédiates ont été prises pour remplir de sable les bases des sites particulièrement importants et les fermer au public. Pour tenter de contrer ce phénomène, le Conseil suprême des Antiquités a dépensé quarante-cinq millions de dollars pour creuser des tranchées et ajouter des pompes dans l'espoir de diminuer la pression d'irrigation. En outre, une clôture a été ajoutée pour empêcher les empiètements et les menaces. Ces mesures se sont avérées efficaces et le site a été retiré de la liste du patrimoine mondial en péril de l'UNESCO en 2009.
Depuis lors, l'eau a continué à monter et à causer la destruction des monuments. Le site figure à nouveau sur la liste du patrimoine mondial en péril de l'UNESCO. Les facteurs qui se sont avérés avoir un impact négatif sur le bien le plus récemment en 2018 sont le logement, les activités de gestion, les systèmes/le plan de gestion et l'eau.

## Conservation
Le gouvernement égyptien a mis en œuvre des plans d'urgence et a effectivement résolu le problème de la nappe phréatique, mais le gouvernement ne dispose pas actuellement d'un plan de gestion complet ou de quoi que ce soit s'y rapportant. Comme l'UNESCO exige un plan de gestion pour tous les sites culturels et naturels, plusieurs propositions ont été faites. L'option la plus fiable est l'utilisation d'une membrane intelligente et durable. Elle a été conçue pour résoudre les problèmes de ventilation, d'énergie et d'eau sur le site. Ce plan implique la construction d'une membrane intelligente en forme de dôme, qui fournirait au site une quantité appropriée de flux d'air (comme cela est requis pour chaque site du patrimoine mondial). Le dôme à membrane intelligente fournirait également un approvisionnement énergétique autonome grâce à des cellules solaires situées sur la couche extérieure du dôme. La membrane serait également conçue pour disposer d'un système de filtration permettant de déshumidifier l'air en filtrant l'eau qu'il contient afin de mieux préserver le site.

## Photographies  des ruines

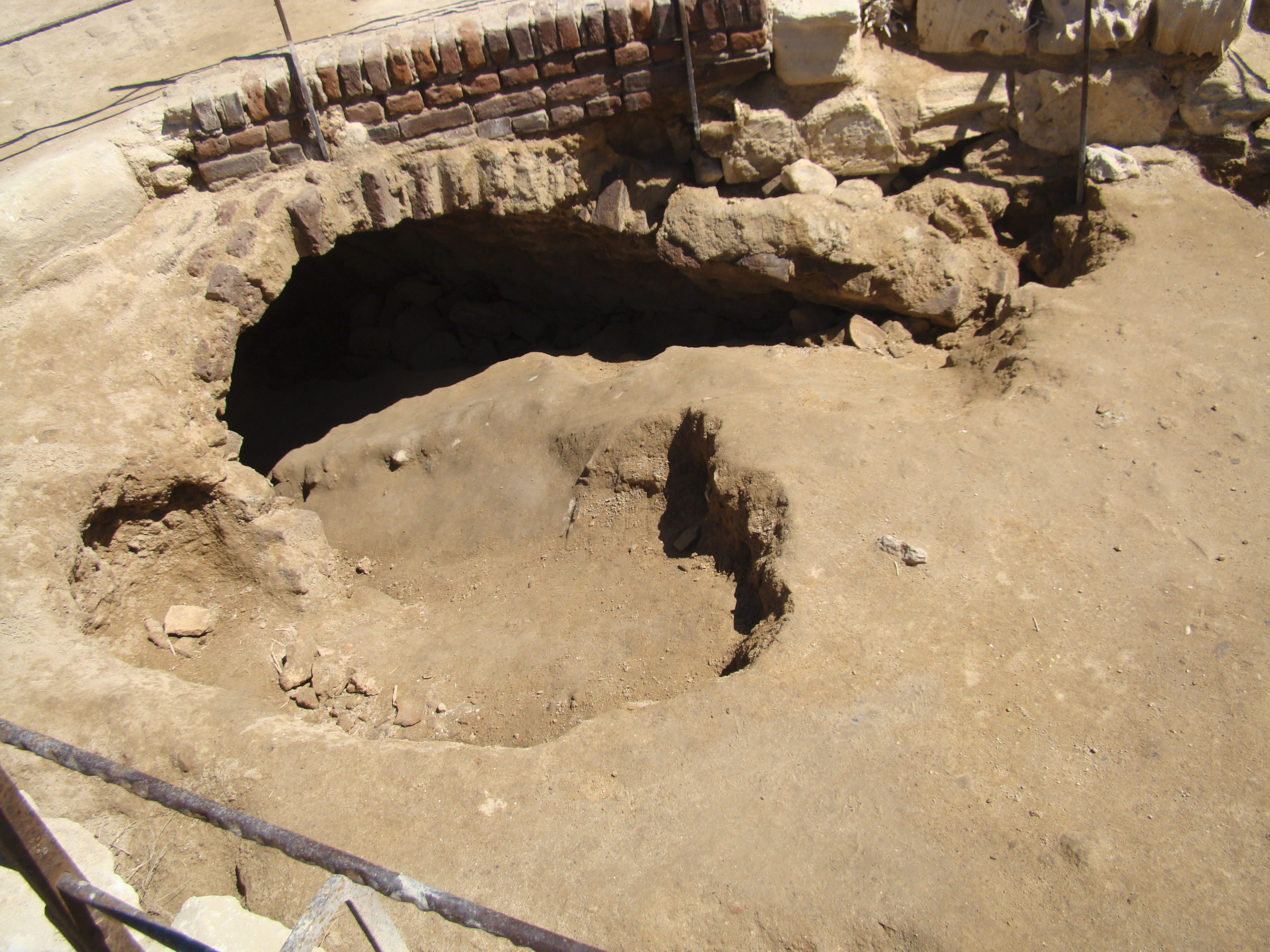
Basilique de la crypte.
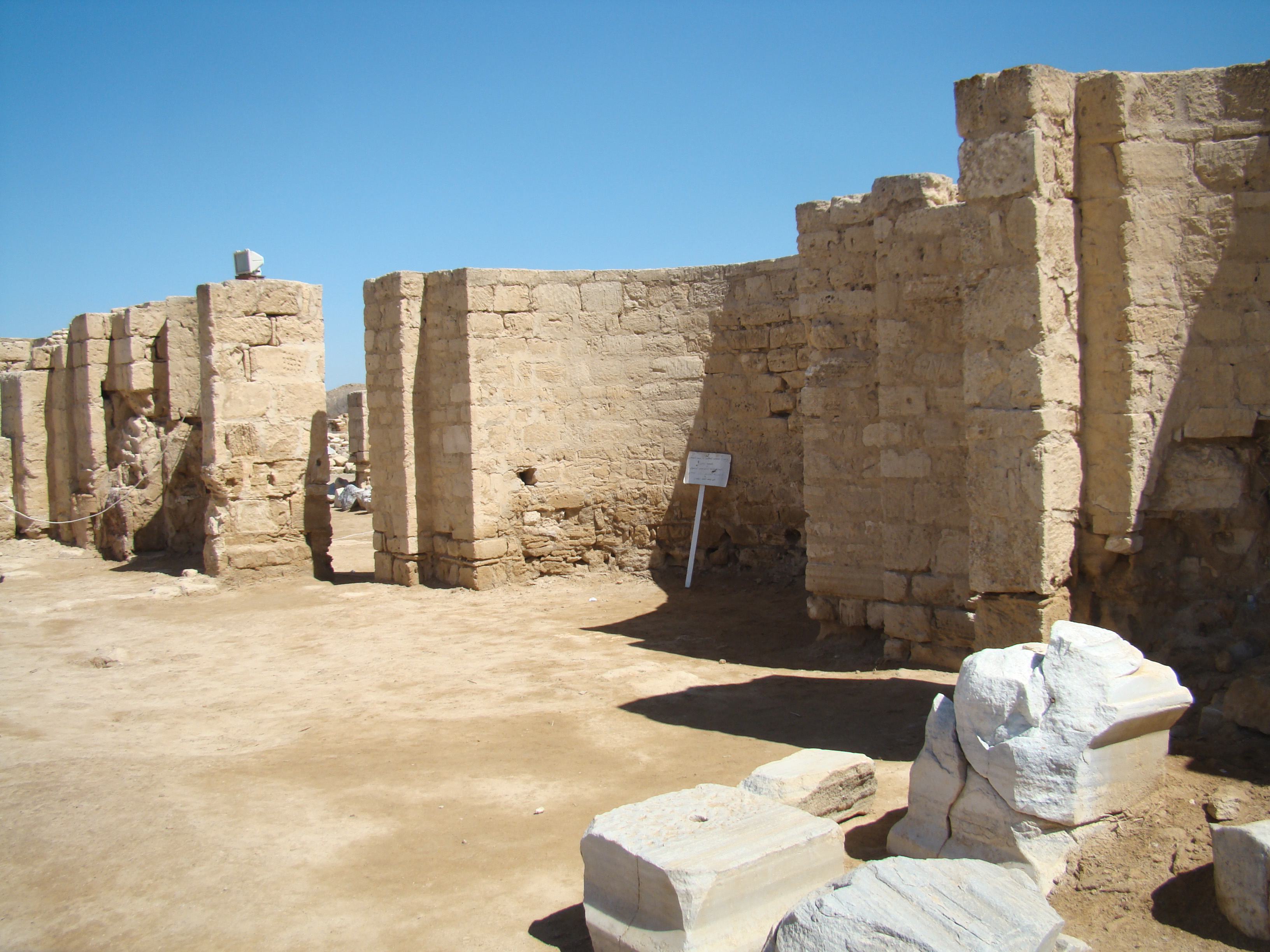
Basilique de la crypte.
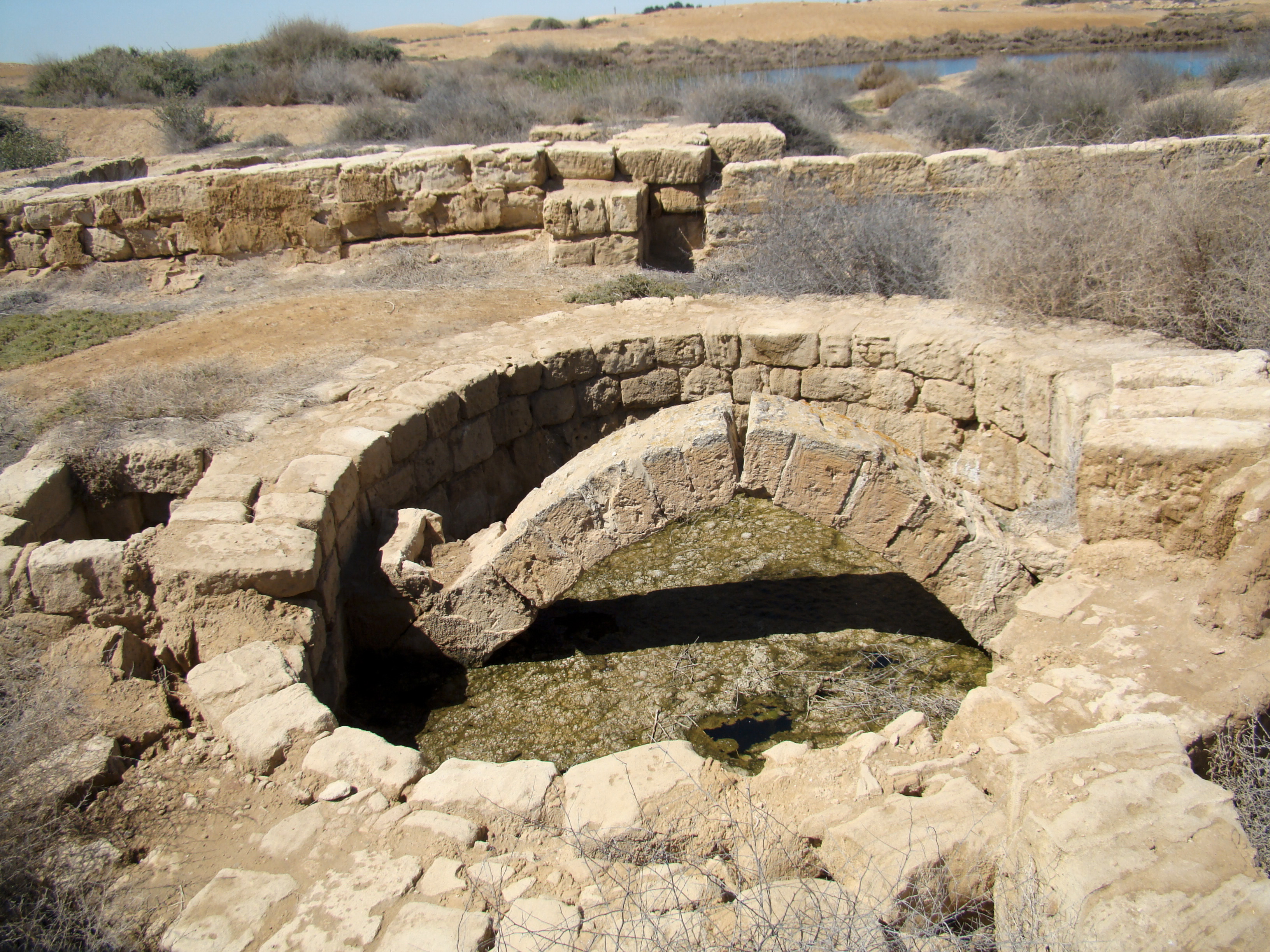
Bains.
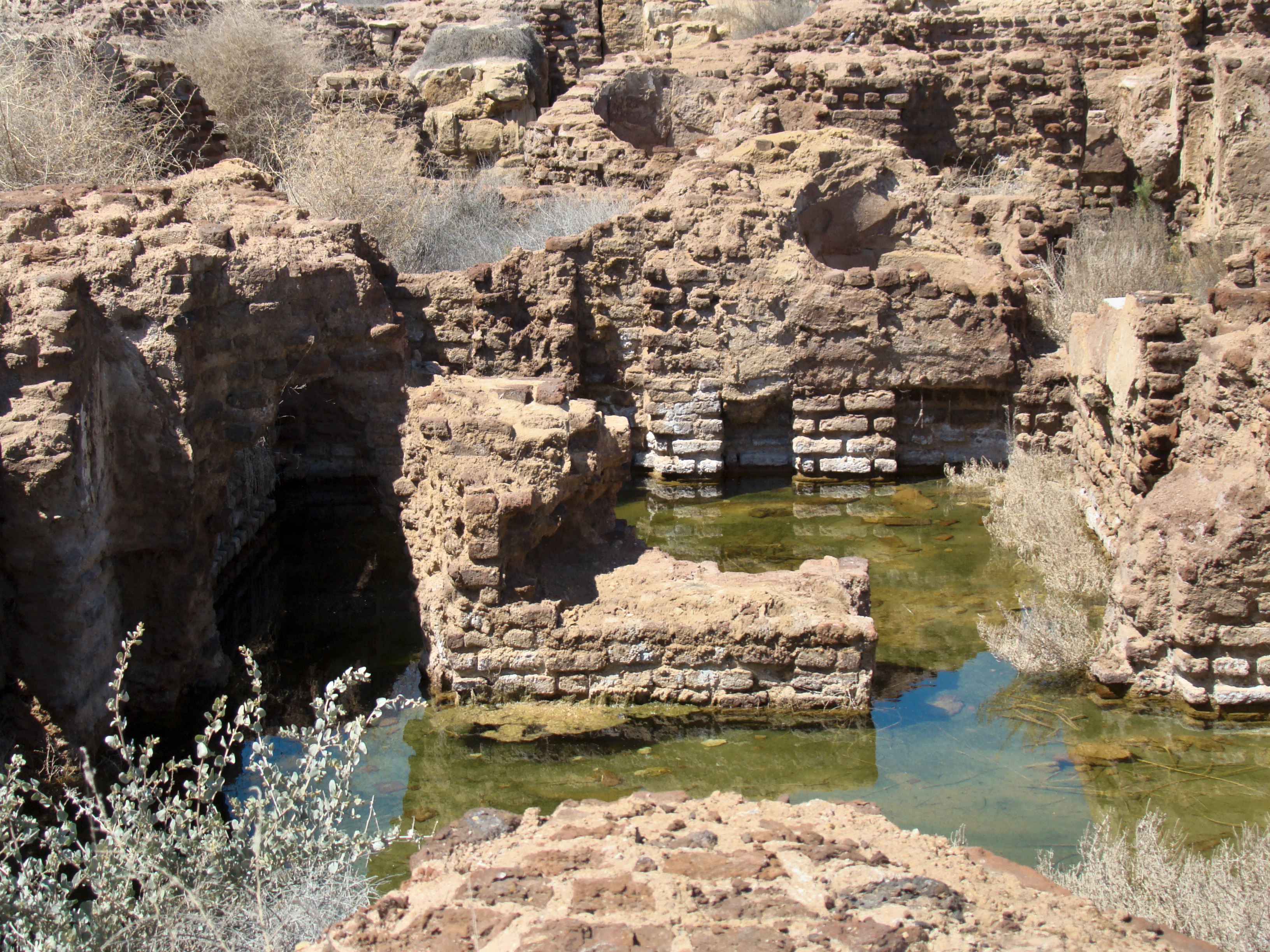
Bains.
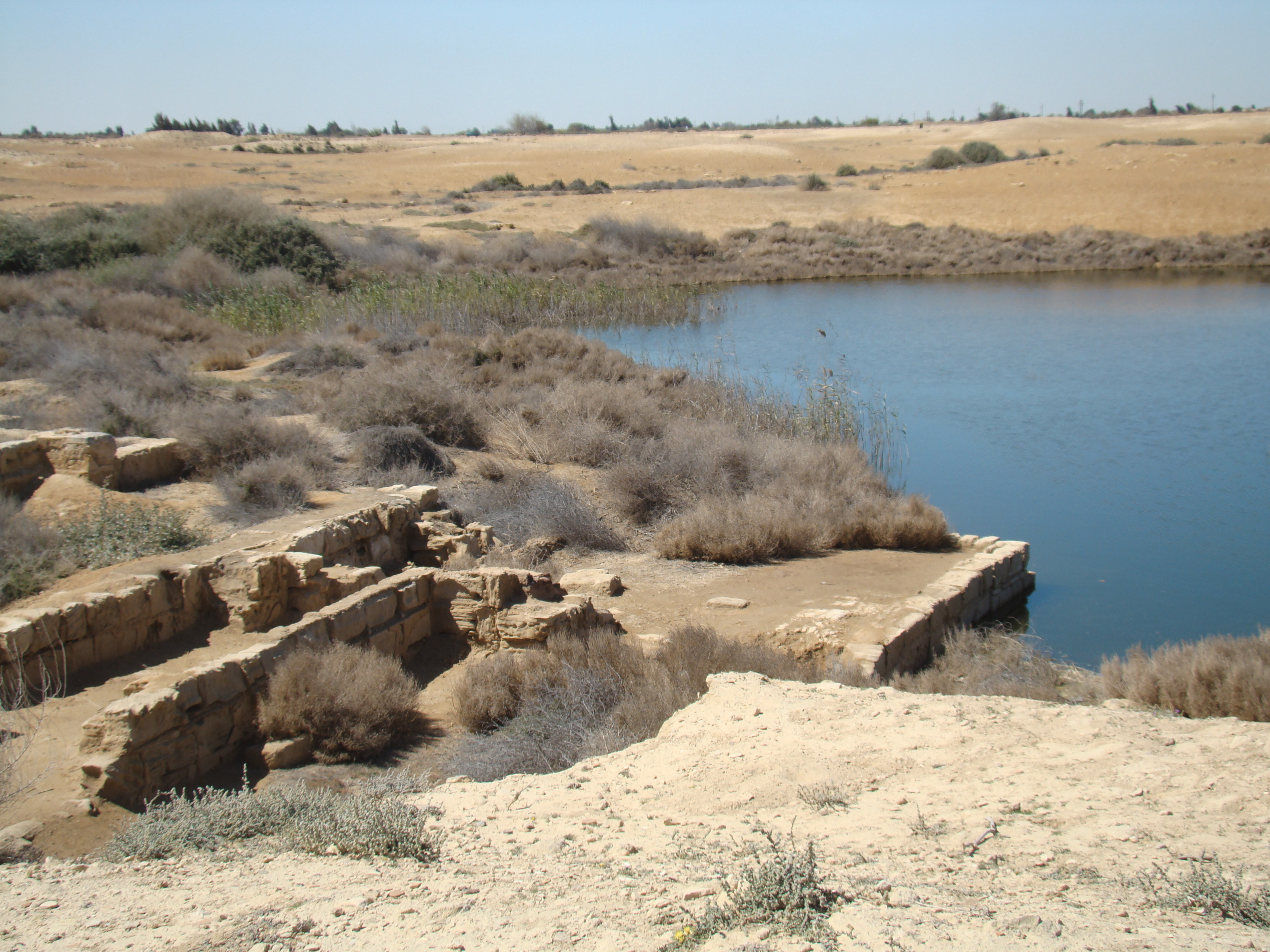
Vue d'ensemble.
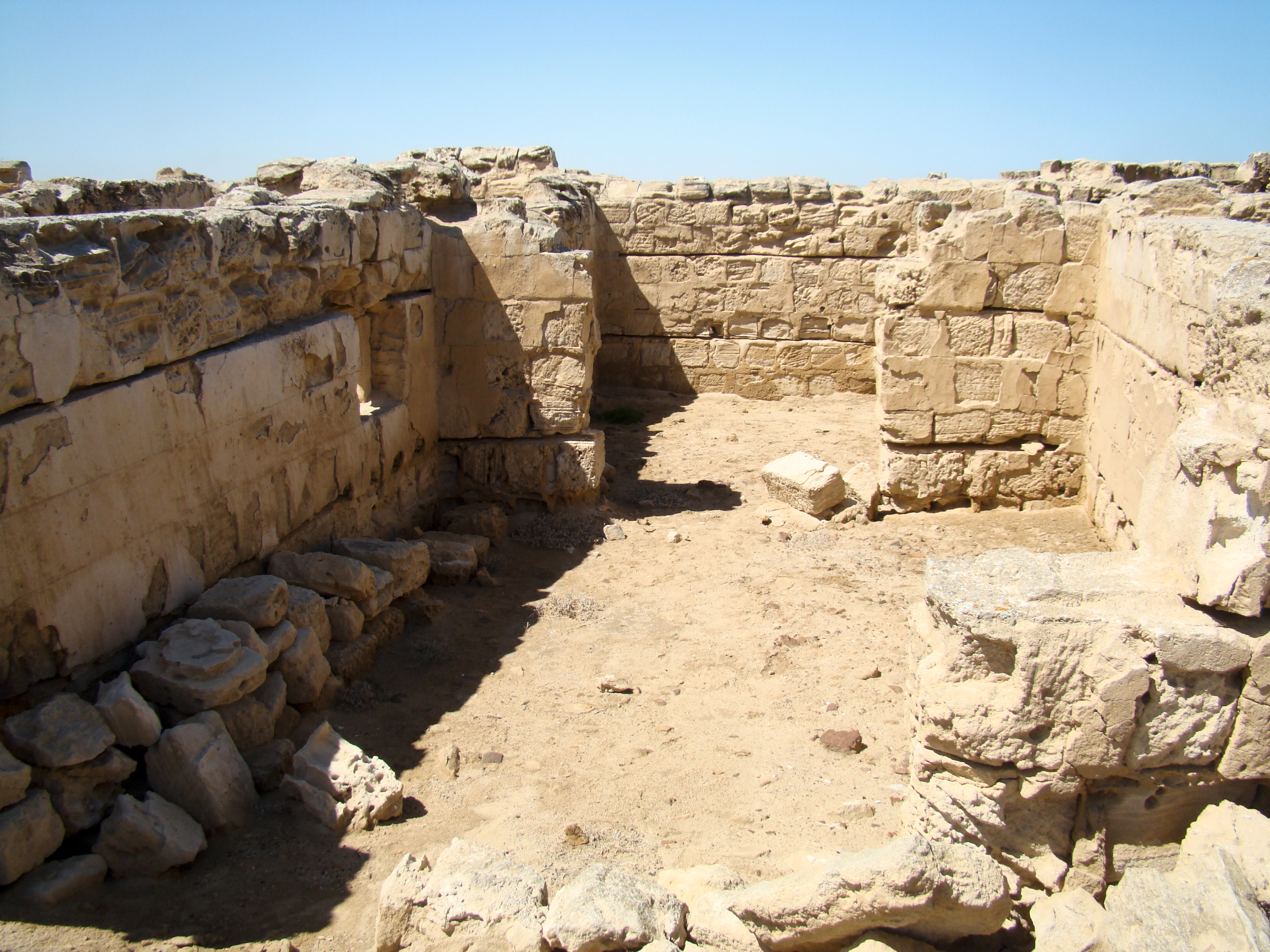
Centre de pèlerinage.
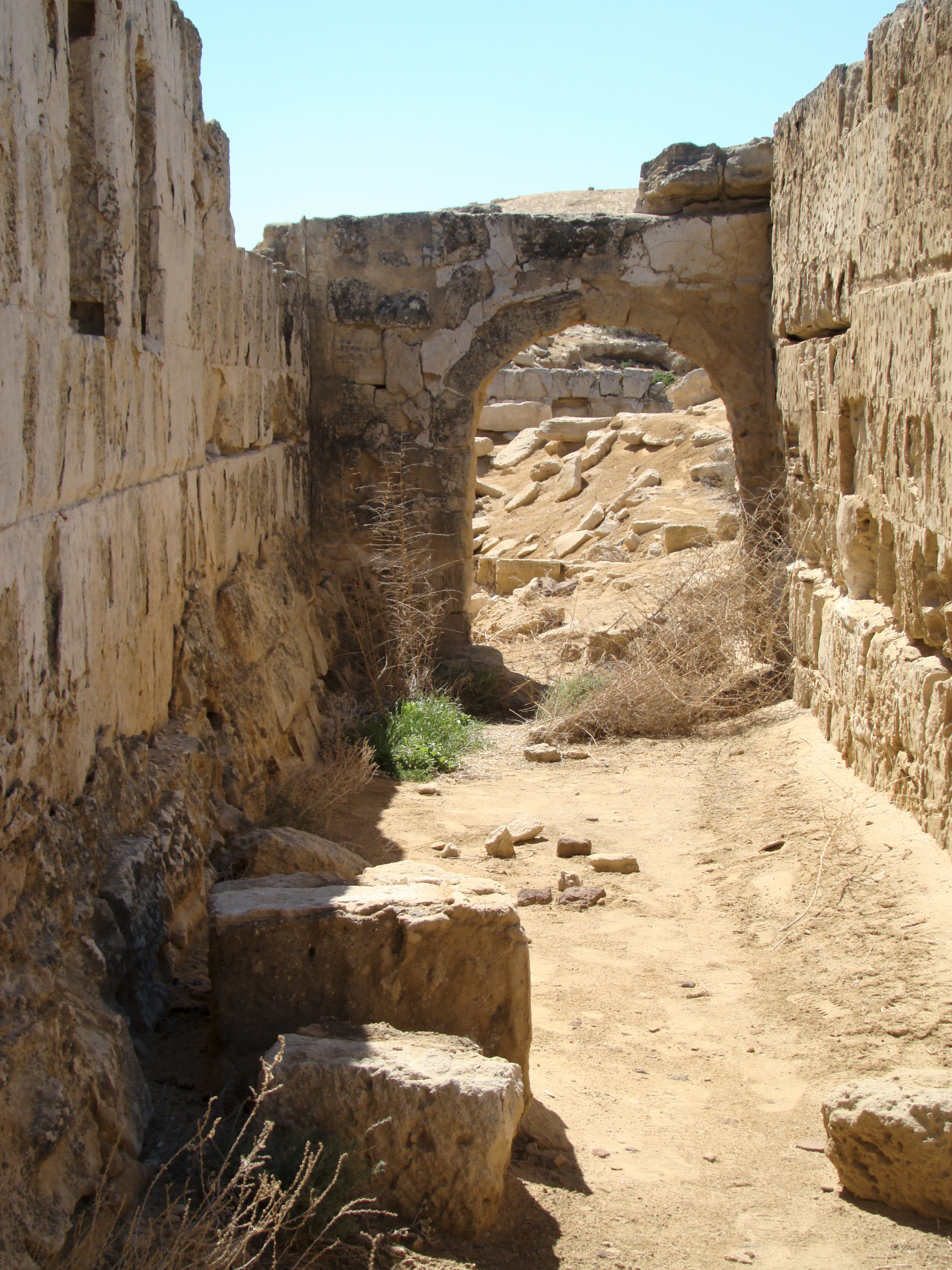
Centre de pèlerinage.
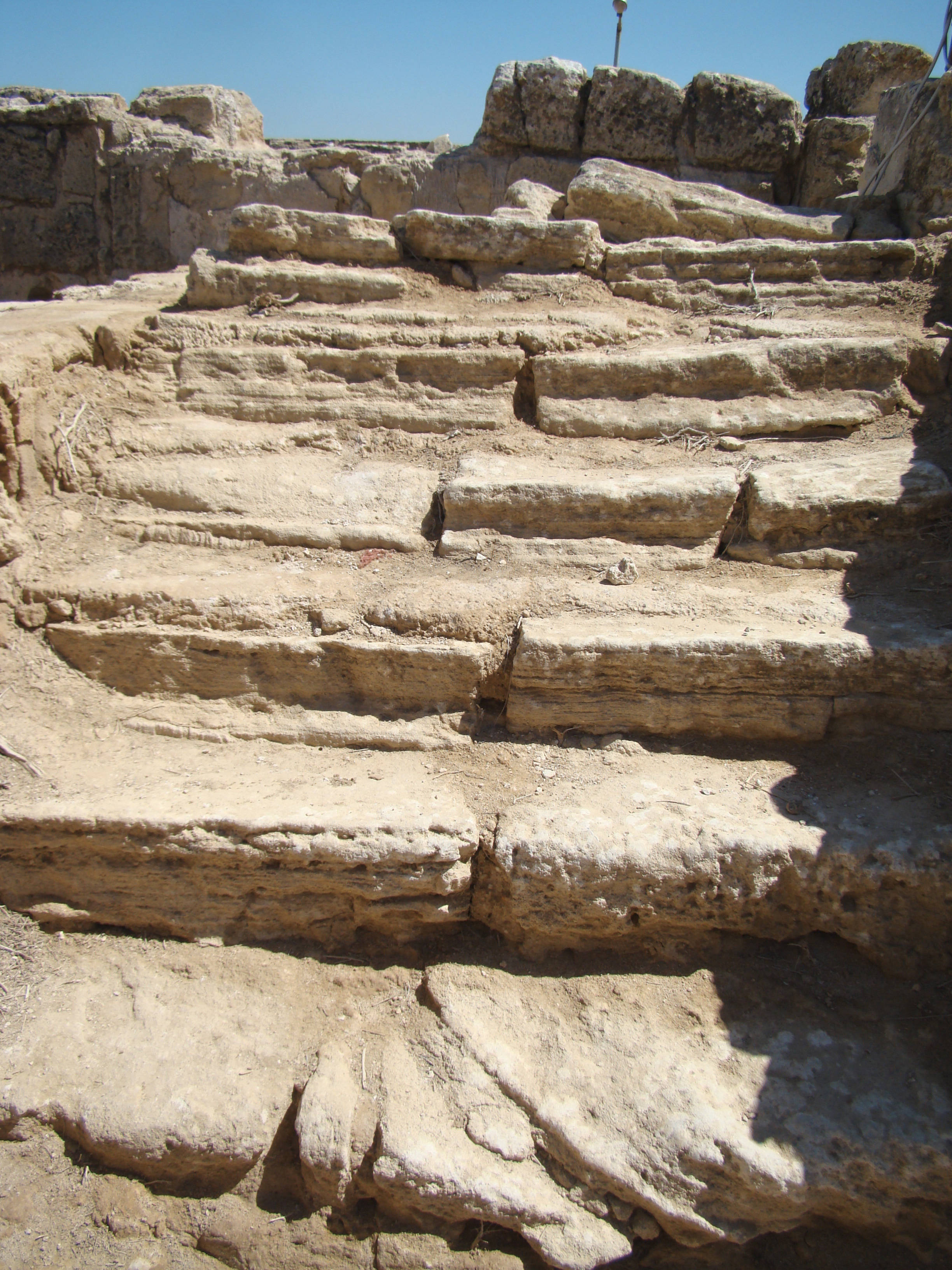
Ruines de la grande basilique.
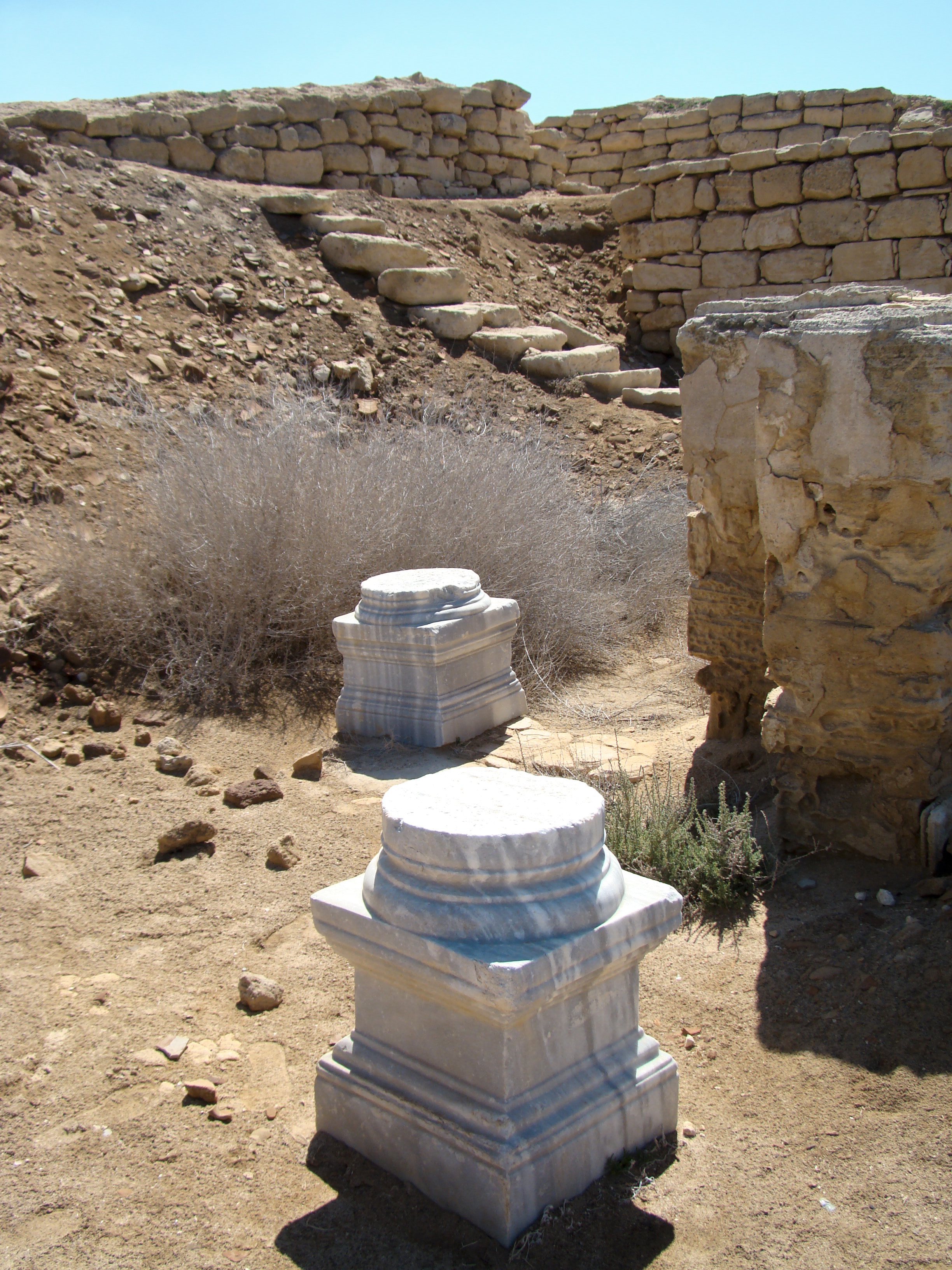
Artefacts.
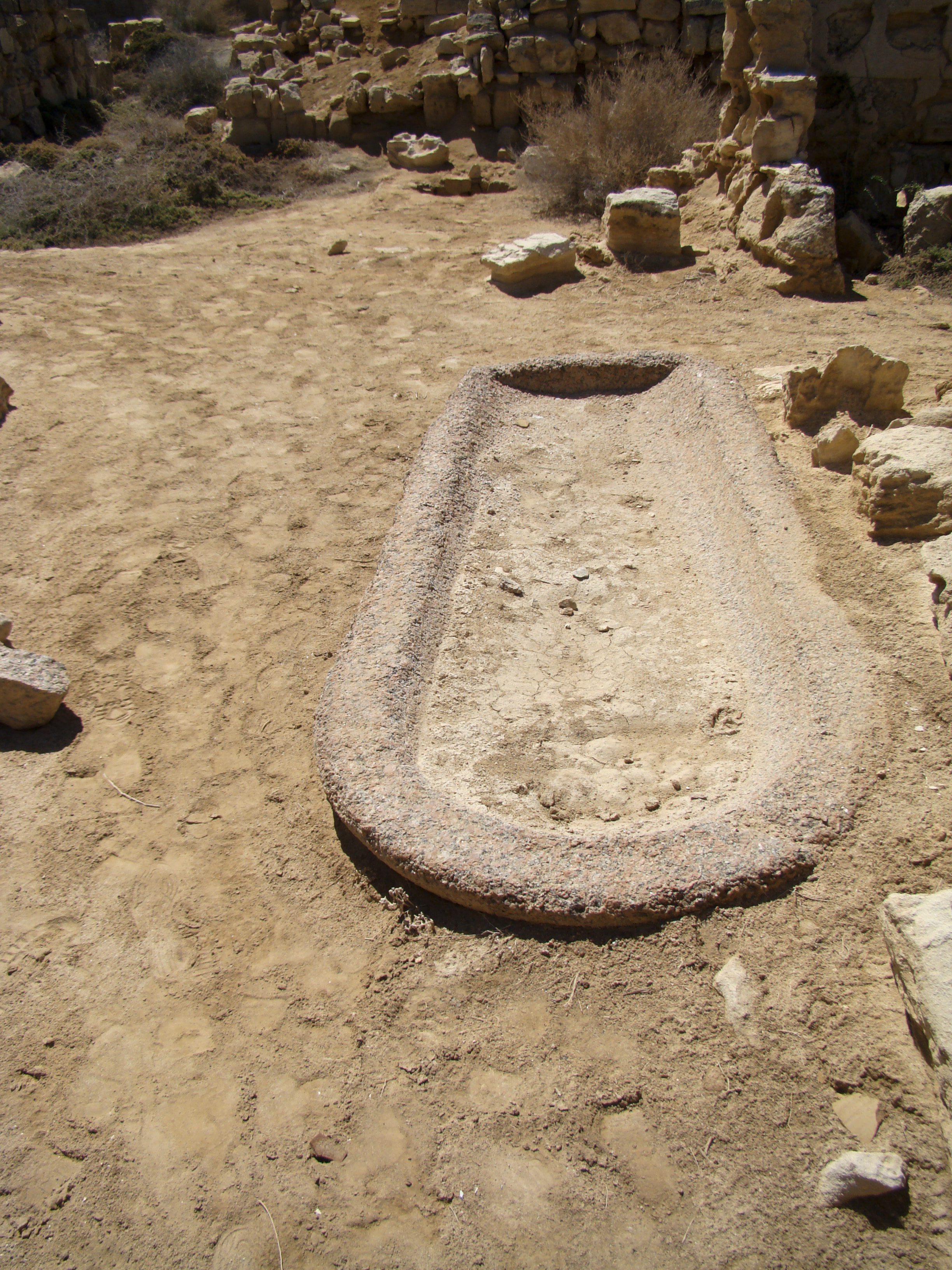
Artefacts.
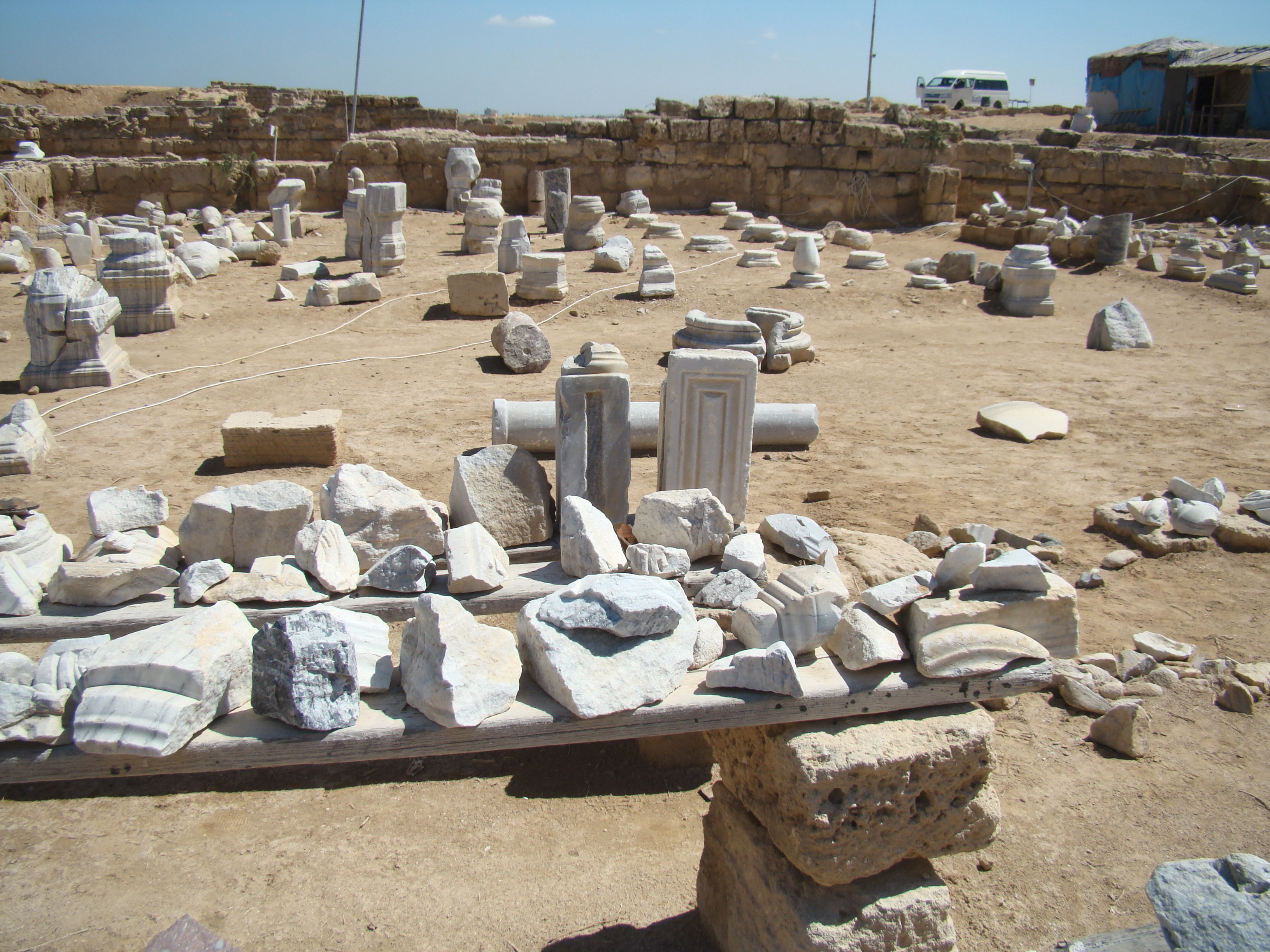
Artefacts.